# Nord-Ouest du Ceará
 (février 2025).
Si vous disposez d'ouvrages ou d'articles de référence ou si vous connaissez des sites web de qualité traitant du thème abordé ici, merci de compléter l'article en donnant les références utiles à sa vérifiabilité et en les liant à la section « Notes et références ».
Le Nord-Ouest du Ceará est l'une des 7 mésorégions de l'État du Ceará, au Brésil. Elle regroupe 47 municipalités groupées en 7 microrégions.

## Données
La région compte 1 288 545 habitants pour 34 561 km2.

## Microrégions[1]
La mésorégion du Nord-Ouest du Ceará est subdivisée en 7 microrégions:
- Coreaú
- Ibiapaba
- Ipu
- Littoral de Camocim et Acaraú
- Meruoca
- Santa Quitéria
- Sobral